# Massimo Tarantino
Massimo Tarantino (Palermo, 20 maggio 1971) è un dirigente sportivo ed ex calciatore italiano, di ruolo difensore, direttore del settore giovanile dell'Inter.

## Biografia
Figlio di Bartolomeo, già difensore a sua volta, anche i suoi fratelli Giovanni (centrocampista) e Giacomo (difensore) sono stati calciatori.
Il 27 ottobre 2022, al supermercato Carrefour di Assago, ha disarmato e immobilizzato un uomo che con un coltello aveva ucciso una persona e ne aveva ferite altre quattro, tra cui il calciatore del Monza Pablo Marí.

## Carriera

### Giocatore
Cresce calcisticamente nella Cosmos Palermo, quindi passa al Catania e va prima a rinforzare la primavera, e successivamente la prima squadra dove esordisce in Serie C1 nella stagione 1987-1988.
Nel 1989 passa al Napoli dove rimane fino al 1996, fatta eccezione due esperienze in prestito con il Monza e con il Barletta: coi partenopei raccoglie 99 presenze.
Passa nel 1996 all'Inter dove, complice un brutto infortunio, salta l'intera stagione ed esordisce solo in quella successiva in Coppa Italia nella sfida con il Foggia del 24 settembre 1997 vinta 3-2 dai nerazzurri. Nel novembre 1997 passa al Bologna dove rimane per cinque stagioni.
Nel 2002 passa al Como dove vive l'ultima stagione in Serie A, prima della retrocessione del club lombardo e le esperienze con la Triestina e con il Pavia.
In carriera può vantare di esser stato compagno di squadra di Diego Armando Maradona (Napoli 1989-1990), Gianfranco Zola (Napoli 1989-1990 e 1991-1993), Ronaldo Luís Nazário de Lima (Inter, inizio stagione 1997-1998), prima di passare al Bologna nella sessione di calciomercato autunnale, Roberto Baggio (Bologna 1997-1998) e Giuseppe Signori (Bologna 1998-2002).

### Dirigente
Nel 2007 supera l'esame da direttore sportivo e il suo primo incarico è al Pavia. Il 27 maggio 2010 diventa il nuovo responsabile del settore giovanile del Bologna. Il 7 giugno 2013 viene sollevato dall'incarico.
Da luglio 2013 a settembre 2019 fa parte dello staff del settore giovanile della Roma come responsabile di un progetto stile "Cantera" del Barcellona a fianco di Bruno Conti.
Nella stagione 2021-2022, è direttore dell'area tecnica della SPAL.
Nel gennaio del 2023, viene nominato direttore sportivo del Siena, in Serie C.
Il 2 luglio 2023 viene annunciato come nuovo direttore del settore giovanile dell'Inter.

## Palmarès
- Coppa Intertoto UEFA: 1

Bologna: 1998